# Curacaví
Curacaví este un oraș și comună din provincia Provincia Melipilla, regiunea Metropolitană Santiago, Chile, cu o populație de 24.298 locuitori (2012) și o suprafață de 693,2 km2.